# Racibor (piwo)

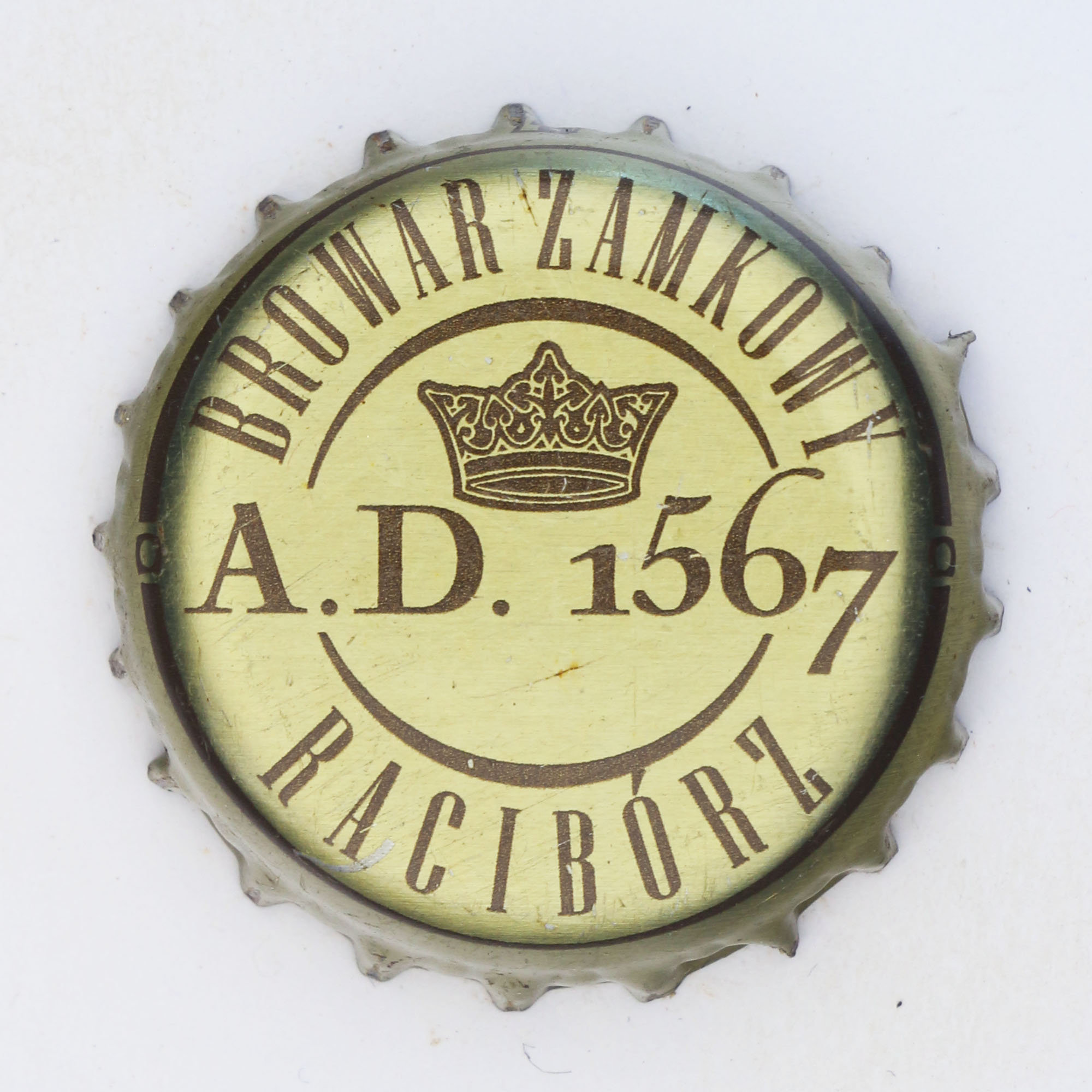
Kapsel piwa Racibor

Racibor – marka piwa typu pilzneńskiego produkowanego przez Browar Zamkowy w Raciborzu. Warzone jest tradycyjną metodą bez ulepszaczy (do produkcji używany jest jedynie antyutleniacz – kwas askorbinowy, czyli witamina C), a proces fermentacji odbywa się w otwartych kadziach. Dzięki charakterystycznej goryczce chmielowej oraz odpowiedniemu nasyceniu dwutlenkiem węgla osiąga właściwy dla raciborskiego browaru smak. Produkowane jest ono w dwóch rodzajach:
- Racibor Premium – z gatunku lager jasne lekkie:

zaw. alk. do 4,7% obj. (3,5% wag.)

ekstrakt 9,0% wag.

rozlewany do butelek 0,5 l
- Racibor Pełne – z gatunku lager jasne pełne:

zaw. alk. do 5,7% obj. (4,2% wag.)

ekstrakt 10,9% wag.

rozlewany do butelek 0,5 l
Piwo Racibor jest kontynuacją piwa warzonego w tym zakładzie od wieków. Sporządzane jest według oryginalnej receptury mistrza piwowarskiego Kaufmanna. Jego nazwę zaczerpnięto od słowiańskiego imienia "Racibor", charakterystycznego we wczesnym średniowieczu dla książąt pomorskich oraz obodrzyckich. W owych czasach nadawano władcom imię Racibor na dobrą wróżbę, aby walczyli i zwyciężali w bojach. Od tego imienia najprawdopodobniej wziął nazwę również sam Racibórz.